# Aces Studio
Aces Studio，是被微软收购的游戏工作室，制作过许多流行的游戏，如《Microsoft Flight Simulator》和《Combat Flight Simulator》。由于预算削减，王牌工作室于2009年初关闭。
2009年10月，Aces Studio的部分成员成立新游戏工作室Cascade Game Foundry。